# Araripina
Araripina este un oraș în Pernambuco (PE), Brazilia. 
1. ↑   https://archive.org/details/lei-no-1.931-de-11-de-setembro-de-1928, arhivat din original la |archive-url= necesită |archive-date= (ajutor) Lipsește sau este vid: |title= (ajutor)
2. ↑  Instituto Brasileiro de Geografia e Estatística